# 巴登足球协会联赛
巴登足球协会联赛（德語：Fußball-Verbandsliga Baden，足球圈内及媒体常称作“北巴登协会联赛”）是由巴登足球协会主办的最高级别赛事。在巴登-符腾堡高级联赛于1978-79赛季成立之前，当时被称为“业余甲级联赛”的协会联赛曾是业余领域的顶级赛事（位居德国足球联赛系统第三级）。在高级联赛于1978-79赛季和南部地区联赛于1994-95赛季成立后，协会联赛先后降为德国的第四级和第五级。自德丙联赛于2008-09赛季成立后，它又成为了当前的第六级赛事。
巴登协会联赛的冠军可以直接升入巴登-符腾堡高级联赛。亚军也可通过与符腾堡协会联赛和南巴登协会联赛的亚军参加附加赛争夺升级资格。排名最末的3支球队会降入莱茵-内卡、中巴登或欧登瓦德州级联赛。倒数第4名则需与州级联赛的亚军通过附加赛争夺第四个升级或降级名额。

## 纵览
联赛最初是在1945年作为北巴登业余联赛在巴登州的北半部、即今巴登-符腾堡州的西半部成立，初期共有10支创始球队。从1946年至1948年，联赛被划分为南、北两个赛区同时作赛。这是南部高级联赛的下级赛事，并因此成为德国南部联赛系统中的第二级联赛，直至1950年被南部乙组高级联赛所取代。从1950年至巴登-符腾堡高级联赛成立的1978年之间，它处于联赛系统中的第三级别。
北巴登业余联赛的冠军并没有直接升级的资格，而是必须参加上级联赛的升级季后赛。通常情况下，与其在季后赛中参与竞争的对手会是南巴登、符腾堡和（自1961年起的）黑森林-博登湖业余联赛的冠军。
北巴登和南巴登的分离是由第二次世界大战的结局所造成，当时全州被分裂成两个独立的占领区。其中北部为美国占领区，南部为法国占领区。两个区域足协的官方称谓都反映了南巴登从原足协分离的事实，尽管北巴登只是将自己简化称为巴登足协。
随着德甲联赛在1963年成立，业余联赛被设置在新的南部地区联赛之下，但仍然保持了第三级的地位。甚至在1974年德乙联赛成立后，它亦继续如此。联赛中连续参赛时间最长的球队是桑德豪森，它于1957年获得升入，并在其中度过了21个赛季，直至1978年进入新的高级联赛。VfR普福尔茨海姆则保持着在33个赛季中参赛28季的最高纪录。
在1978年推出巴登-符腾堡高级联赛的同时，北巴登业余联赛被更名为巴登协会联赛。在业余联赛中排名最佳的5支球队进入新的高级联赛，其余球队则进入协会联赛。联赛此时被设置于联赛系统的第四级。协会联赛的冠军可以直接升入高级联赛。亚军也可通过与符腾堡协会联赛和南巴登协会联赛的亚军参加附加赛争夺最后一个升级资格。由于联赛形式的变化，在1981年不设额外的升级名额和在1994年有3个额外的升级名额。

## 历年冠军
以下为巴登协会联赛历年冠军：

| 赛季    | 球队                     |
| ------- | ------------------------ |
| 1945-46 | 内卡坳                   |
| 1946-47 | 米尔堡 福伊登海姆        |
| 1947-48 | 罗尔巴赫 VfR普福尔茨海姆 |
| 1948-49 | 普福尔茨海姆             |
| 1949-50 | 内卡坳                   |
| 1950-51 | 福伊登海姆               |
| 1951-52 | 卡尔斯鲁厄FV             |
| 1952-53 | 达克斯兰登               |
| 1953-54 | 友谊菲尔恩海姆           |
| 1954-55 | 友谊菲尔恩海姆           |
| 1955-56 | 友谊菲尔恩海姆           |
| 1956-57 | 友谊菲尔恩海姆           |
| 1957-58 | 内卡坳                   |
| 1958-59 | VfR普福尔茨海姆          |
| 1959-60 | 曼海姆凤凰               |
| 1960-61 | 桑德豪森                 |
| 1961-62 | 内卡坳                   |
| 1962-63 | 韦因海姆09               |
| 1963-64 | 施韦青根98               |
| 1964-65 | 卡尔斯鲁厄业余队         |
| 1965-66 | 日耳曼尼亚福斯特         |
| 1966-67 | 福伊登海姆               |
| 1967-68 | 内卡坳                   |

| 赛季    | 球队             |
| ------- | ---------------- |
| 1968-69 | 日耳曼尼亚福斯特 |
| 1969-70 | 韦因海姆         |
| 1970-71 | 瓦德霍夫曼海姆   |
| 1971-72 | 瓦德霍夫曼海姆   |
| 1972-73 | 曼海姆           |
| 1973-74 | 卡尔斯鲁厄FV     |
| 1974-75 | 埃平根           |
| 1975-76 | 曼海姆           |
| 1976-77 | 内卡格拉赫       |
| 1977-78 | 韦因海姆         |
| 1978-79 | 埃平根           |
| 1979-80 | 内卡格拉赫       |
| 1980-81 | 劳达             |
| 1981-82 | 内卡格拉赫       |
| 1982-83 | 卡尔斯鲁厄业余队 |
| 1983-84 | 海德堡-基希海姆  |
| 1984-85 | 普福尔茨海姆     |
| 1985-86 | 施韦青根98       |
| 1986-87 | 友谊菲尔恩海姆   |
| 1987-88 | 内卡坳           |
| 1988-89 | 卡尔斯鲁厄业余队 |
| 1989-90 | 埃平根           |
| 1990-91 | 莱门             |
| 1991-92 | VfR普福尔茨海姆  |

| 赛季      | 球队                   |
| --------- | ---------------------- |
| 1992-93   | 杜拉赫                 |
| 1993-94   | 卡尔斯鲁厄业余队       |
| 1994-95   | 巴门塔尔               |
| 1995-96   | 奥夫特斯海姆           |
| 1996-97   | 劳达                   |
| 1997-98   | 海德堡-基希海姆        |
| 1998-99   | 韦因海姆62             |
| 1999-2000 | 霍芬海姆1899           |
| 2000-01   | 韦因海姆62             |
| 2001-02   | 诺廷根                 |
| 2002-03   | 韦因海姆62             |
| 2003-04   | 曼海姆                 |
| 2004-05   | 杜拉赫                 |
| 2005-06   | 普福尔茨海姆           |
| 2006-07   | 阿斯托里亚瓦尔多夫     |
| 2007-08   | 杜拉赫                 |
| 2008-09   | 斯皮尔贝格             |
| 2009–10   | 内卡艾尔兹             |
| 2010-11   | 斯皮尔贝格             |
| 2011-12   | 格伦巴赫               |
| 2012-13   | 布鲁萨尔               |
| 2013-14   | 普福尔茨海姆踢球者     |
| 2014-15   | 桑德豪森二队           |
| 2015-16   | 阿斯托里亚瓦尔多夫二队 |

- 粗体表示球队获得升级。
- 在1950年，三支球队获升入新的南部乙组高级联赛。
- 在1965年，VfR普福尔茨海姆因卡尔斯鲁厄业余队不具备资格而顶替升级。

### 通过附加赛升级的球队
自1978-79赛季以来，联赛亚军亦有机会升级。以下为在升级季后赛中成功晋级的亚军球队：
- 1982年 施韦青根98（英语：SV Schwetzingen）
- 1983年 韦因海姆09（德语：FV 09 Weinheim）
- 1985年 劳达（英语：FV Lauda）
- 1989年 友谊菲尔恩海姆（英语：Amicitia Viernheim）
- 1994年 友谊菲尔恩海姆
- 1996年 海德堡-基希海姆（英语：SG Heidelberg-Kirchheim）
- 2001年 瓦德霍夫曼海姆二队
- 2003年 霍芬海姆1899二队（英语：TSG Hoffenheim II）
- 2009年 韦因海姆62（英语：TSG 62 Weinheim）
- 2011年 曼海姆
- 2014年 日耳曼尼亚腓特烈斯塔尔（德语：FC Germania Friedrichstal）
- 2015年 CfR普福尔茨海姆（德语：1. CfR Pforzheim）